# Swanee (sång)
Swanee är en sång om floden Suwanee. Melodin skrevs av George Gershwin 1919, med text av Irving Caesar för en revy i New York.